# Bartholet Maschinenbau
Die Bartholet Maschinenbau AG, auch Bartholet Maschinenfabrik Flums (kurz BMF), ist ein Unternehmen aus dem Schweizer Ort Flums. Es produziert Seilbahnen, Freizeitparkanlagen und High Lights (Beleuchtungsmasten für Flughäfen). Verwaltungsratspräsident ist Roland Bartholet. Das Unternehmen ist Teil der HTI-Gruppe.

## Geschichte
Das Unternehmen Bartholet wurde Ende der 1960er Jahre von Anton Bartholet gegründet. Anfangs war es nur im Bau von Occasionsanlagen tätig. Die erste eigene Anlage war die Gruppenpendelbahn Schönhalden in Flums 1976. 1977 begann Bartholet mit dem Bau der ersten eigenen Schlepplifte in der Nähe des Firmenstandortes. 
Die erste Sesselbahn der Unternehmensgeschichte stellte 1981 die fixgeklemmte Zweier-Sesselbahn Twärchamm am Flumserberg dar. Drei Jahre später wurden die ersten eigenen Sessel produziert. Neben Schlepp- und Sesselliften sowie Gruppenpendelbahnen baute Bartholet 1987 die erste Kleinseilbahn in Mels. 1996 baute Bartholet seine erste Wildwasserbahn. Die erste grosse Pendelbahn der Firma war die Seilbahn Känzeli am Brambrüesch in Chur, die 2005 entworfen und 2006 eröffnet wurde. 
Nochmals ein neues Geschäftsfeld betrat das Unternehmen 2006 mit dem Bau von Einschienenbahnen. Die erste solche wurde 2006 in Bahrain gebaut. 2007 baute Bartholet seine erste kuppelbare Seilbahn in Form einer Sechser-Sesselbahn in Val-d’Isère in Frankreich. Die dabei verwendete kuppelbare Klemme war allerdings keine Eigenentwicklung, sondern die schon 1989 vom gleichnamigen österreichischen Unternehmen entwickelte Wopfner-Klemme. 2011 baute Bartholet sein bisher einziges Funitel im französischen Val Thorens. 2014 kaufte Bartholet den bis dahin unabhängigen Kabinenhersteller Gangloff und wurde so zum Vollausstatter für Seilbahnen. Ebenfalls mit der Wopfner-Klemme baute Bartholet 2015 auf der Lenzerheide die erste kuppelbare Kabinenbahn der Unternehmensgeschichte.
Seit 2022 gehört Bartholet der italienischen Firmengruppe High Technology Industries an. HTI, zu der die Firmen Leitner AG und Pomagalski gehören, und ihr Konkurrent Doppelmayr/Garaventa beherrschen den Weltmarkt mit Seilbahnen.

## Produkte
- Seilbahnen:
  - Schlepplifte
  - Fixgeklemmte und kuppelbare Sesselbahnen
  - Kuppelbare Kabinenbahnen
  - Ropetaxi, Kabinenbahnen mit motorisierten Gondeln
  - Kombibahnen
  - Pendelbahnen
  - Standseilbahnen und Schrägaufzüge
  - Funitels
  - Materialseilbahnen
- Freizeitparkanlagen
- High Lights (Beleuchtungsmasten mit Absenksystem)[7]

## Projekte (Auswahl)
Im Folgenden werden nur die wichtigsten Projekte aufgeführt:
- Luschniki-Seilbahn, urbane Seilbahn in Moskau mit Achter-Kabinen und zusätzlich Vierer-Sesseln auf der zweiten Sektion
- Seilbahn Brest, urbane Seilbahn mit 60-Personen-Kabinen und speziellem System mit je zwei Trag- und Zugseilen, bei dem sich die beiden Kabinen senkrecht übereinander kreuzen[8]
- Gondelbahn Churwalden – Heidbüel, kuppelbare Kabinenbahn im Skigebiet Lenzerheide in Graubünden und erste Gondelbahn des Unternehmens
- Funitel Porette – Col du Bouchet, JigBack-Funitel (Pendelfunitel) im Skigebiet Val Thorens in Frankreich und bisher das einzige Funitel der Firmengeschichte[9]
- Sesselbahn Lavadinal – Fuorcla da Sagogn in Laax in Graubünden, kuppelbare Sesselbahn mit zur Seite schwenkbaren Sesseln
- Pendelbahn Chur – Känzeli, erste grosse Pendelbahn der Firmengeschichte[10]
- FlemXpress in Flims, erste Ropetaxi-Anlage des Unternehmens[11]